# موساسور
موساسور (نام علمی: Mosasaurs) یک سرده از تیره موساسوریان و از پولک‌داران آبزی گوشت‌خوار منقرض‌شده مربوط به دورهٔ کِرِتاسه می‌باشد. این سرده در پایان کرتاسه و بین ۷۰ تا ۶۶ میلیون‌سال پیش در دریاهای آمریکای شمالی، اروپای غربی و احتمالاً ژاپن و نیوزلند زندگی می‌کرده‌است.
نخستین سنگواره‌های موساسور در یک معدن سنگ آهک در شهر ماستریخت بر کنارهٔ رودخانه ماس در سال ۱۷۷۸ بدست آمده است. واژهٔ موساسور از ترکیب کلمهٔ لاتین Mosa به معنی رودخانه ماس در هلند و کلمه یونانی saurus به معنی مارمولک گرفته شده‌است. این جانور دریازی و ددمنش از نزدیک‌ترین جانوران به نیاکان مارها و بزمجه‌های امروزی به شمار می‌آید. موساسور از بزرگ‌ترین خزندگان دریایی تاریخ بوده و بزرگ‌ترین گونه آن یعنی موساسور هافمانی با حداکثر ۱۷ متر طول از بزرگترین درندگان تاریخ زمین محسوب می‌شود.